# 一兆韦德
一兆韦德是一家總部位於中華人民共和國上海市的健身會所，成立於2001年，由淡馬錫投資。首家健身會所於2001年10月12日在上海開張。截至2012年，一兆韋德在中華人民共和國開設將近100家會所。2014年，一兆韦德成立健身品牌「GE快健身」。
2017年双十一活动中，一兆韦德获得上七万的成交额。2018年7月，一兆韋德曾被曝出拒絕退預付卡等問題。2020年11月，一兆韦德健身管理有限公司被列入市场监管部门经营异常名录。2023年5月，一兆韦德否認倒閉並宣佈融资1.15亿。

## 外部連結
- 官方网站